# فهرست روستاهای شهرستان سرعین
1. اسب‌مرز
2. آق‌قلعه
3. الداشین
4. الوارس
5. اوجور
6. بیله‌درق
7. شایق
8. کرده‌ده
9. لاطران
10. کلخوران‌ویند
11. کنزق
12. ورگه‌سران
13. ورنیاب
14. ارجستان
15. اردیموسی
16. اندرآب
17. بنمارسبلان
18. درآباد
19. سیین
20. شمس‌آباد
21. دولت سرا
22. گره داغ
23. کلور

کنزق
آتشگاه
آلوچه
تازه کند
دولت‌‌‌‌ سرا
سامانلو
ویند کلخوران
گازیر